# Гай, Марк Исаевич
Марк Исаевич (Исаакович) (Мирон Ильич) Гай (настоящее имя Марк Исаакович Штоклянд) (30 декабря 1898, Винница, — 20 июня 1937, Москва, Донской крематорий) — ответственный сотрудник ВЧК-ОГПУ-НКВД СССР, начальник Особого отдела ОГПУ-НКВД СССР. Комиссар госбезопасности 2 ранга (26.11.1935). Расстрелян в «особом порядке». Не реабилитирован.

## Биография
Родился 30 декабря 1898 года в Виннице, в семье еврея-шапочника (отец был выслан в 1915 году в Вологодскую губернию в политическую ссылку). Окончил 4 класса высшего начального училища и 8-ю гимназию в Киеве, Киевское художественное училище (1916) и 2 курса юридического факультета Киевского университета (1918).

## Карьера
Состоял в РКП(б) с марта 1919 года.
В 1919—1920 гг. — в РККА. Занимал должности: рядовой Таращанского полка; уполномоченный Чрезкома по снабжению Красной армии на Южном фронте; комендант полка, полевой комендант штабов групп, начальник передвижения войск; комендант г. Херсона; политрук комендантской роты, военком 84-го отдельного батальона 24-й стрелковой бригады Юго-Западного фронта; военком, начальник политотдела
36-й отдельной стрелковой бригады 12-й дивизии; заместитель начальника политотдела 12-й ж.д. дивизии; начальник политотдела 59-й отдельной стрелковой дивизии.
В 1920—1922 гг. — в органах ВЧК. Занимал должности: начальник Политического отдела 59-й отдельной дивизии ВЧК; заместитель начальника, начальник Политического отдела Войск охраны и обороны железных дорог Украины и Крыма; помощник начальника, начальник Политического секретариата Войск ВЧК Украины и Крыма.
С 1922 г. — в войсках ГПУ. Занимал должности: заместитель начальника Политического секретариата; начальник Организационно-инспекторской части Политического отдела; заместитель начальника Агитационно-пропагандистской части Политического отдела; помощник начальника Политического отдела; старший инспектор по политической работе Главной инспекции; помощник начальника по политической части Главного инспектора; начальник Политического отдела Отдельной дивизии особого назначения при коллегии ОГПУ при СНК СССР.
С 1927 года — в Экономическом управлении ОГПУ при СНК СССР. Занимал должности: помощник начальника IV-го, VIII-го, I-го отделения; начальник IX-го отделения; помощник начальника; заместитель начальника.
С 1932 года — в Особом отделе ОГПУ. С 5 декабря 1932 года — заместитель начальника; с 1 июня 1933 года — начальник Особого отдела ОГПУ при СНК — НКВД СССР. Один из доверенных сотрудников Г. Г. Ягоды.
В 1936 году, с приходом Н. И. Ежова, снят с должности, и отправлен подальше от Москвы — назначен начальником Управления НКВД по Восточно-Сибирскому краю (28 ноября 1936 г. — 1 апреля 1937 г.). С этого момента, как и практически все выдвиженцы Г. Г. Ягоды, Гай был обречён.
1 апреля 1937 года арестован НКВД за «предательство и контрреволюционную деятельность». Этапирован в Москву. По характеристике Ежова, «немецкий и японский шпион, окончательно разложившийся и преступный человек, сифилитик». В ходе расследования дела о военно-фашистском заговоре в РККА в мае 1937 г. дал показания об участии в заговоре ряда ответственных чинов НКО СССР. Внесен в Сталинский расстрельный список за 16 июня 1937 года («за» 1-ю категорию Сталин, Молотов, Жданов, Ежов). Осуждён к ВМН в «особом порядке» 19 июня 1937 года и расстрелян в ночь на 20 июня 1937 года. Вместе с ним были расстреляны также другие осуждённые в «особом порядке»: С. В. Пузицкий, В. К. Лапин, А. Я.Лурье, Л. Н. Иванов, М. О. Станиславский, Л. А. Иванов, заместитель Гая по Особому отделу НКВД М. Л. Богуславский и др. Место захоронения — могила невостребованных прахов № 1  крематория Донского кладбища. В 1961 г. по жалобе сестры Гая Е. И. Троян Главная военная прокуратура СССР приняла к пересмотру архивно-следственное дело осужденного, в результате чего надзорное производство было прекращено ввиду отсутствия оснований для посмертной реабилитации. 

## Награды
знак «Почетный работник ВЧК—ГПУ (V)» (№ 460 1929); 
орден Красного Знамени (03.04.1930) (лишен посмертно постановлением ВЦИК СССР от 7.7.1937 г.);
знак «Почетный работник ВЧК—ГПУ (XV)» (20.12.1932).

## Семья
Жена : Гай Раиса Мироновна
Родилась в 1903 г. в г. Киев; еврейка; образование среднее; б/п; секретарь учебной части Московского инженерно-педагогического института. Проживала: г. Москва, Фурманный пер., д. 15, кв. 23. Арестована 1 июля 1937 г. Внесена в список «Москва-центр» от 20.8.1938 по 1-й категории («Жены врагов народа, подлежащие суду ВКВС СССР») — «за» Сталин, Молотов. Приговорена к ВМН ВКВС СССР 26 августа 1938 г. по обвинению в «к.-р. террористической организации». Расстреляна в тот же день вместе с женами ряда известных чекистов, партийцев и военных. Место захоронения — спецобъект НКВД «Коммунарка». Реабилитирована посмертно 26 июля 1990 г. Пленумом Верховного Суда СССР.